# Wafi City
Wafi City — многофункциональный комплекс в Дубае, Объединенные Арабские Эмираты. Включает в себя торговый центр Wafi Mall, пятизвёздочный отель Raffles Dubai, рестораны, ночной клуб и жильё.

## Торговый центр Wafi Mall
Торговый комплекс Вафи (англ. Wafi Mall) — крупный торговый комплекс. Открыт в 2002 году. Вместе с гостиницей Raffles Dubai и жилым комплексом Вафи входит в комплекс Wafi City. Торговый центр расположен на пересечении Sheikh Rashid Road и Oud Metha Road. В торговом комплексе на площади 80 000 м² размещается более 200 магазинов. В оформлении использованы древнеегипетские мотивы, так например вход украшают два сфинкса, а крышу венчают стеклянные пирамиды. В комплексе расположен развлекательный центр Encounter Zone.

## Гостиница Raffles Dubai

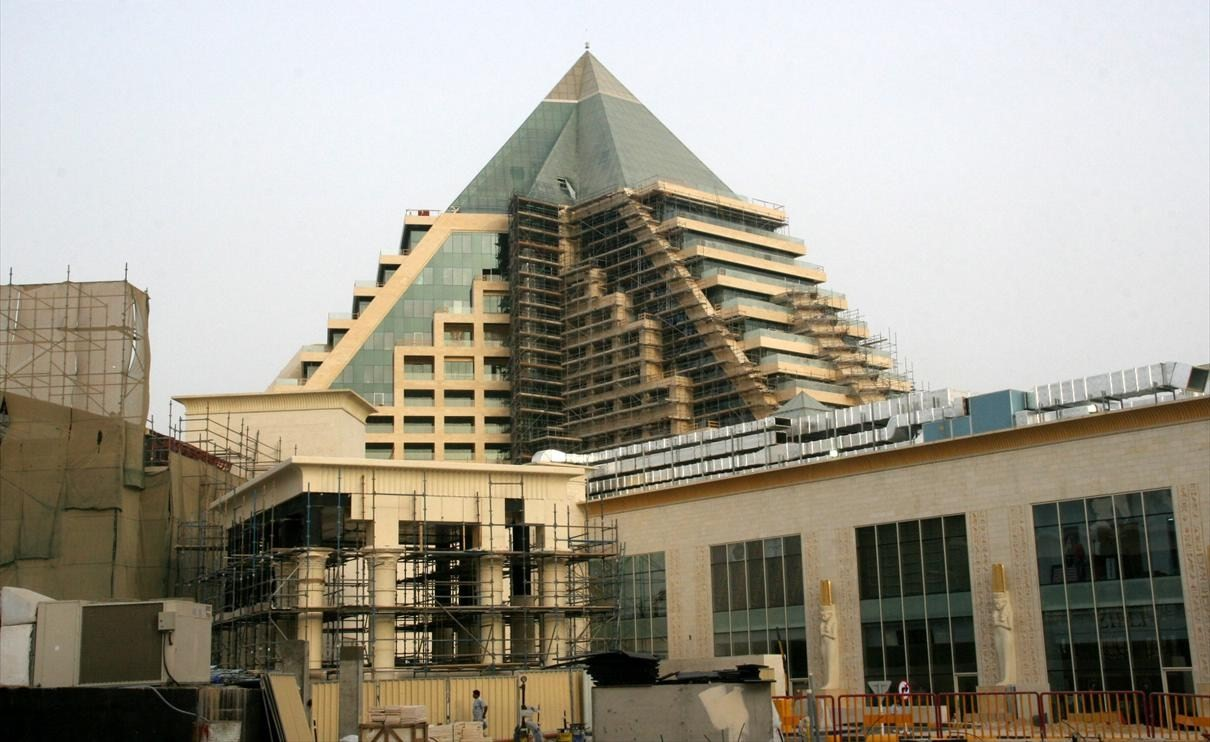
Строительство Raffles Dubai в июле 2007

Raffles Dubai представляет собой 5-звёздочный отель в форме пирамиды, 18 этажей которого имеют 248 номеров. Стандартные размеры комнат, 70 квадратных метров, являются самыми крупными в Дубае. Открыт в ноябре 2007 года компанией Raffles.